# Гнозис
Гно́зис (гно́сис) (от греч. γνώσις — «знание») — высшее, эзотерическое, откровенное, мистическое знание. Центральное понятие гностицизма. В раннем христианстве эзотерическому знанию гностиков противопоставляется идеал «истинного», христианского гнозиса — высшего проникновенного богопознания. Заметное распространение понятие получает в оккультно-мистических учениях Нового времени и XX века.
В классической древнегреческой философии гнозис употребляется в техническом значении, обозначая знание, исследование, не имея мистических и эзотерических коннотаций. Характер откровенного, мистического знания гнозис приобретает в эллинистической и раннехристианской традиции под влиянием иудейских и восточных оккультных учений. В таком качестве гнозис становится центральным понятием гностицизма (учения Валентина, Василида, Маркиона и др.) где выступает в качестве оккультного знания о бесконечном, божественном и вечном во всем и вовне всего, в котором раскрываются высшие способности духа, преодолеваются ограничения материального мира и происходит самоутверждение в мире запредельном. Одновременно с мистическим характером, гнозис был знанием эзотерическим, передававшимся последователям гностических учений в тайне от непосвящённых.
В раннем христианстве гнозис становится предметом критики со стороны Отцов Церкви. Так, отрицая эзотерический характер знания о Боге и отстаивая кафоличность христианской церкви, Ириней настаивал на несокрытости Божьего промысла. Вместе с тем в трудах Климента Александрийского и Оригена предпринимается попытка обоснования христианского гнозиса в противовес гнозису «языческому».
В Новое время гнозис был составной частью ряда оккультных учений. В XX веке приобрёл широкую популярность в рамках новых религиозных, духовных и мистических движений.